# Dorys Mary Stenton
Dorys Mary Parsons, coniugata Stenton (Reading, 27 agosto 1894 – Reading, 29 dicembre 1971), è stata una storica inglese specializzata nello studio del medioevo.
Sia la Stenton che il marito furono appassionati studiosi di storia.

## Biografia
Nata Dorys Mary Parsons, era la figlia di John Parsons e di sua moglie Amelia Wadhams. Doris, figlia unica, nacque a Reading il 27 agosto 1894. Suo padre era ebanista. Dorys Stenton frequentò l'Abbey School a Reading prima di entrare all'Università di Reading nel 1912. Nel 1916 ottenne il diploma. Nel 1919 sposò Frank Stenton, che occupava la cattedra di insegnante di storia a Reading e che era già conosciuto come storico medievalista.
Già prima del matrimonio comunque, la Stenton aveva iniziato a lavorare sulla trascrizione di documenti del capitolo dei canonici della Cattedrale di Lincoln. Questo progetto condusse al primo dei molteplici lavori editoriali di Stenton, l'edizione del "The Earliest Lincolnshire Assize Rolls, A.D. 1202–1209", che fu pubblicato dalla Lincoln Record Society nel 1926. Un'altra conseguenza del Lincoln project fu il ravvivare la Pipe Society, che era da tempo inattiva. Nel 1922 gli Stenton, con il canonico Foster della Cattedrale di Lincoln e Leonard Owen diedero inizio a discussioni che ravvivarono la società. In seguito, si decise di nominare Doris Stenton segretaria organizzativa della società nel 1923. Fu soprattutto grazie ai suoi sforzi che la società divenne un'importante fonte di pubblicazione di storici medievalisti.
Nel 1948 la Stenton ottenne una laurea in lettere a Reading, e nel 1953 fu eletta Fellow of the British Academy (FBA). Dal 1948, quando il marito fu nominato cavaliere, lei cominciò ad essere conosciuta come la signora Stenton. Altre onorificenze inclusero i dottorati onorari da parte dell'Università di Glasgow e dall'Università di Oxford, e l'essere selezionata come membro onorario al St Hilda's College ad Oxford. Divenne inoltre docente associata nel dipartimento di storia di Reading nel 1952 e docente nel medesimo dipartimento nel 1955.
Fino alla morte di Frank Stenton nel 1967, i coniugi Stenton furono coinvolti in varie pubblicazioni, ma dopo la morte del marito, la Stenton si concentrò sul completamento della terza edizione dell'opera Anglo-Saxon England, così come sulla realizzazione di un'edizione completa dei suoi scritti. Completò tutto ciò nel 1971. Nei suoi ultimi anni fu colpita da sordità, e morì il 29 dicembre 1971 a Reading a causa di una malattia che l'aveva colpita la settimana precedente. Fu seppellita a Halloughton, nel Nottinghamshire, il 5 gennaio 1972 nella stessa tomba del marito.